# تهمینه کربلایی
تهمینه کربلایی صادقی، (زاده ۱۳۷۳، قزوین) دارنده تنهای مدال پنچاک سیلات ایران (برنز) در بازی‌های آسیایی ۲۰۱۸ است.
وی همچنین مدال طلای قهرمانی آسیا به میزبانی دبی و برنز جام آزاد این رشته را نیز کسب کرد.
او همچنین، عضو تیم ملی پنچاک سیلات ایران در مسابقات جهانی ۲۰۱۶ بالی اندونزی بود.